# Ермакова Гарь
Ермакова Гарь — деревня в Кичменгско-Городецком районе Вологодской области.
Входит в состав Кичменгского сельского поселения, с точки зрения административно-территориального деления — в Пыжугский сельсовет.
Расстояние до районного центра Кичменгского Городка по автодороге составляет 9 км. Ближайшие населённые пункты — Наболотная Гарь, Данилово, Дорожково.
Население по данным переписи 2002 года — 30 человек (19 мужчин, 11 женщин). Преобладающая национальность — русские (94 %).